# Chifeng
Chifeng is een stad in de gelijknamig prefectuur in het zuidoosten van de noordelijke autonome regio Binnen-Mongolië, Volksrepubliek China. Bij de volkstelling van 2020 had de stad 1.093.068 inwoners, de gehele prefectuur had 4.035.967 inwoners.
| Nationaliteit | Percentage |
| ------------- | ---------- |
| Han-Chinezen  | 77,58%     |
| Mongolen      | 18,72%     |
| Mantsjoes     | 2,9%       |
| Hui           | 0,7%       |
| Koreanen      | 0,04%      |
| Zhuang        | 0,01%      |
| Daur          | 0,01%      |
| Overige       | 0,04%      |